# Hawkwind
Hawkwind je anglická rocková kapela známá jako jedna z nejstarších space rockových skupin. Od svého vzniku v listopadu 1969 prošli Hawkwind mnoha proměnami a do své hudby začlenili různé styly, včetně hard rocku, progresivního rocku a psychedelického rocku. Jsou považováni za vlivnou protopunkovou kapelu. Jejich texty se často věnují tématům městského života a sci-fi.
Od založení spolupracovala s kapelou řada hudebníků, tanečníků i spisovatelů. Mezi klíčové členy Hawkwind patřili Nik Turner, Huw Lloyd-Langton, Del Dettmar, Lemmy, Simon King, Robert Calvert, Michael Moorcock, Simon House a Ginger Baker, ale kapela je nejvíce spojována se svým zpěvákem, skladatelem a kytaristou Davem Brockem, který kapelu založil a je jejím posledním původním členem.
Hawkwind jsou nejznámější díky písni „Silver Machine“, která se v roce 1972 stala hitem a dosáhla na 3. místo v britské singlové hitparádě. Dalšími úspěšnými singly byly „Urban Guerrilla“ (další hit v Top 40) a „Shot Down in the Night“. Kapela měla sérii 22 alb, která se dostala do britského žebříčku v letech 1971 až 1993, a dalších devět alb mezi lety 2012 a 2024.

## Diskografie
Studiová alba
- 1970 Hawkwind
- 1971 In Search of Space
- 1972 Doremi Fasol Latido
- 1974 Hall of the Mountain Grill
- 1975 Warrior on the Edge of Time
- 1976 Astounding Sounds, Amazing Music
- 1977 Quark, Strangeness and Charm
- 1978 25 Years On — Hawklords
- 1979 PXR5
- 1980 Levitation
- 1981 Sonic Attack
- 1982 Church of Hawkwind
- 1982 Choose Your Masques
- 1985 The Chronicle of the Black Sword
- 1988 The Xenon Codex
- 1990 Space Bandits
- 1992 Electric Tepee
- 1993 It Is the Business of the Future to Be Dangerous
- 1995 White Zone — Psychedelic Warriors
- 1995 Alien 4
- 1997 Distant Horizons
- 1999 In Your Area — live and studio
- 2000 Spacebrock — Dave Brock solo
- 2005 Take Me to Your Leader
- 2006 Take Me to Your Future
- 2010 Blood of the Earth
- 2012 Onward
- 2016 The Machine Stops
- 2017 Into the Woods
- 2018 The Road to Utopia
- 2019 All Aboard the Skylark
- 2020 Carnivorous
- 2021 Somnia
- 2023 The Future Never Waits
- 2024 Stories from Time and Space
- 2025 There Is No Space for Us

Živá alba
- 1973 Space Ritual
- 1980 Live Seventy Nine
- 1986 Live Chronicles
- 1991 Palace Springs
- 1994 The Business Trip
- 1996 Love in Space
- 1999 Hawkwind 1997
- 2001 Yule Ritual
- 2002 Canterbury Fayre 2001
- 2004 Spaced Out in London
- 2008 Knights of Space

Archivní alba
- 1980 The Weird Tapes (1966–1983)
- 1983 The Text of Festival (1970–1971)
- 1983 Zones (1980 and 1982)
- 1984 This Is Hawkwind, Do Not Panic (1980 and 1984)
- 1984 Bring Me the Head of Yuri Gagarin (1973)
- 1984 Space Ritual Volume 2 (1972)
- 1985 Hawkwind Anthology (1967–1982)
- 1987 Out & Intake (1982 a 1986)
- 1991 BBC Radio 1 Live in Concert (1972)
- 1992 The Friday Rock Show Sessions (1985)
- 1992 Hawklords Live (1978)
- 1992 California Brainstorm (1990)
- 1995 Undisclosed Files Addendum (1984 a 1988)
- 1997 The 1999 Party (1974)
- 1999 Glastonbury 90 (1990)
- 1999 Choose Your Masques: Collectors Series Volume 2 (1982)
- 1999 Complete '79: Collectors Series Volume 1 (1979)
- 2000 Atomhenge 76 (1976)
- 2002 Live 1990 (1990)
- 2008 Minneapolis, 4 October 1989 (1989)
- 2008 Reading University, 19 May 1992 (1992)
- 2009 Live '78 (1978)